# Didier Défago
Didier Défago, né le 2 octobre 1977 à Morgins, est un skieur alpin suisse polyvalent, champion olympique de descente en 2010.
Il a remporté cinq victoires en Coupe du monde et totalisé 16 podiums.
Depuis fin 2020, il est président des Remontées mécaniques du Valais,.

## Biographie
Mis sur des skis très tôt par ses parents, Défago participe aux Championnats du monde juniors 1995 à Voss, où il abandonne en slalom et géant, mais obtient une 44e place en descente. L'année suivante, aux Championnats du monde juniors 1996 en Suisse, il remporte le titre de champion du monde junior en super G ainsi que la médaille de bronze en géant. Il fait parallèlement ses débuts en Coupe d'Europe (antichambre de la Coupe du monde) lors d'un géants aux Arcs avec une 29e place. Il fait ses débuts en Coupe du monde le 7 mars 1996 lors de la finale de coupe du monde de Super G à Kvitfjell où il se classe quinzième. Présent ensuite en Coupe d'Europe ou des courses FIS, il attend le 26 octobre 1997 et le slalom géant de Tignes pour recourir au niveau mondial. Qualifié pour la seconde manche, il abandonne. Il marque ses premiers points en Coupe du monde 1998 lors du géant de Saalbach le 6 janvier avec une 28e place.
Lors de la saison 1999, il dispute des géants ainsi que ses premiers super G en Coupe du monde (son premier super G est à Val d'Isère avec une 38e place). Il intègre définitivement l'équipe de Suisse en Coupe du monde lors de la saison 2000, participant même à ses premières descentes à ce niveau. Il arrive à faire son premier top-15 lors du géant de Saalbach avec une 13e place puis son premier top-10 avec une 7e au super G de Kitzbühel suivi d'une 8e place à Sankt Anton. Il y parvient également en géant avec une 8e place à Yongpyong et une 7e place à Bormio. Ses bonnes performances lui permettent d'atteindre la 27e place du général et le situent à la 4e place dans la hiérarchie suisse derrière Didier Cuche (12e), Paul Accola (14e) et Michael von Grünigen (15e). Il représente alors le renouveau du ski alpin suisse.
Il fait preuve de la même régularité lors de la saison 2001, top-10 en super G à Vail (10e) et Kvitfjell (4e où il rate son premier podium pour 41 centièmes derrière le troisième Stefan Eberharter), en géant à Val d'Isère (10e) et Aare (9e), ainsi que pour la première fois en descente avec une 5e et 8e places lors des deux descentes de Kvitfjell. Il clôt cette saison à la 24e place au général et troisième suisse, derrière von Grünigen (5e) et Cuche (10e). Il participe cette année-là à ses premiers Championnats du monde dans la station autrichienne de Sankt-Anton : sélectionné en super G en compagnie de Cuche, Accola et Silvano Beltrametti, il prend la 11e place.
En 2002, il connaît son premier podium en Coupe du monde en fin de saison avec une 2e place du super G de Kvitfjell devancé par Alessandro Fattori et devançant Eberharter après avoir raté le podium du combiné de Wengen avec une 4e place derrière Kjetil Andre Aamodt, Bode Miller et Lasse Kjus, ainsi qu'une 5e place au super G de Garmisch-Partenkirchen ; il termine l'année en améliorant son rang final au général avec une 14e place et deuxième Suisse derrière Cuche (3e). Il participe également à ses premiers Jeux olympiques à Salt Lake City. Il est aligné dans quatre disciplines : descente, combiné, super G et géant. Après une 21e place en descente et un abandon en combiné lors du slalom, il prend la 6e place du super G à une demi-seconde du podium puis une 14e place au géant.
Il poursuit sa progression dans la hiérarchie mondiale en 2003, il obtient plusieurs top-10 en début de saison (9e au géant de Sölden et en descente de Lake Louise, 4e du super G de Beaver Creek, 6e en descente et 10e en géant de Val d'Isère) avant de remporter sa première épreuve de Coupe du monde lors du super G de Val Gardena pour onze centièmes devant Hannes Reichelt et Marco Büchel. Il monte sur un nouveau podium lors du combiné de Kitzbühel avec une 3e place derrière Michael Walchhofer et Aksel Lund Svindal, c'est une 11e place au général qui l'attend. Il participe également à ses deuxièmes mondiaux qui se déroulent en Suisse à Saint-Moritz, sa meilleure performance est réalisée en combiné avec une 7e place. La saison 2003 se termine sur deux titres de champion de Suisse en descente et super G à Verbier.
Blessé en début de saison 2004, il fait son retour en janvier 2004 à Kitzbühel avec une 7e place de son combiné. Tout proche d'un podium lors de la descente de Garmisch avec une 4e derrière Eberharter, Fritz Strobl et Fattori, Défago (amputé d'une moitié de saison) termine à la 32e place du général. Lors de la saison 2005, il réalise alors sa meilleure saison en Coupe du monde, il compte 12 top-10 dont trois podiums (3e du combiné de Wengen, 2e du super G de Garmisch et 2e du super G de Kvtfjell), il termine au 6e rang du général avec 684 points et au 3e rang du combiné derrière Benjamin Raich et Kjus. Durant cette saison, il croit remporter son deuxième succès en Coupe du monde lors du combiné de Val d'Isère mais sa victoire est ensuite annulée après qu'un responsable de la FIS jugea la hauteur des plaques sous la fixation des skis non conforme au règlement, la victoire revenant à Walchhofer. La fédération suisse de ski déposa alors un dossier au Tribunal arbitral du sport, qui donnera raison à la FIS en août 2006 en appel. Aux mondiaux 2005, il ne monte cependant pas sur un podium, malgré de bonnes prestations : il prend la 6e place de la descente, la 7e du super G, la 12e du géant et la 14e du combiné.
Alors qu'il réalise tout d'abord en géant et super G, Défago s'est peu à peu rapproché des favoris dans la discipline de la descente. En 2006, il ne monte sur aucun podium en Coupe du monde, ce qu'il ne l'empêche pas d'atteindre à onze reprises un top-10, ses meilleurs résultats sont une 4e place au combiné de Chamonix et trois 5e places lors du super-combiné et de la descente de Wengen ainsi que lors de la descente d'Aare. Il termine la saison sur une 15e place au général. Il prend part au cours de l'année à ses deuxièmes olympiades, cependant il ne parvient pas à entrer une seule fois dans le top-10, avec pour meilleur résultat une 14e place en géant.
Il renoue avec le podium lors de la saison 2007, avec une 3e place au géant d'Alta Badia derrière Kalle Palander et Miller. Régulièrement dans le top-10 cette année-là, il est tout près de remporter sa première médaille aux Championnats du monde 2005 avec une 4e place du super-combiné à 27 centièmes de la troisième place occupée par son compatriote Marc Berthod. Il termine la saison à la 14e place du général. En 2008, Défago n'est pas loin de remporter sa deuxième victoire de sa carrière : il monte deux fois sur un podium avec une 2e place à la descente de Val d'Isère derrière Miller et au super G de Bormio derrière Reichelt pour un centième. Il fait au total douze top-10 pour deux podiums et aucune victoire, et termine à la 9e place du général (4e du super G).
Lors de la saison 2009, il accumule les top-10 en début de saison (deux à Lake Louise et trois à Beaver Creek, en descente, super G et géant), il monte sur un nouveau podium au super G de Val Gardena avec une 2e derrière Werner Heel. Au mois de janvier 2009, après une 12e place au super-combiné de Wengen, il s'impose sur le Lauberhorn (nom de la piste sur laquelle se déroule la descente de Wengen) et remporte son deuxième succès en Coupe du monde, devançant le duo américain Miller et Marco Sullivan. Ce succès en appelle un autre puisqu'une semaine plus tard, c'est la descente (la « Streif ») de Kitzbühel qu'il remporte pour compter désormais trois victoires ; il devance cette fois-ci un duo autrichien composé de Walchhofer et Klaus Kröll. Il se présente ainsi comme l'un des favoris pour la descente des mondiaux 2009. Lors de la première épreuve de cet évènement, il prend la 8e place du super G (remporté par son compatriote Didier Cuche). 

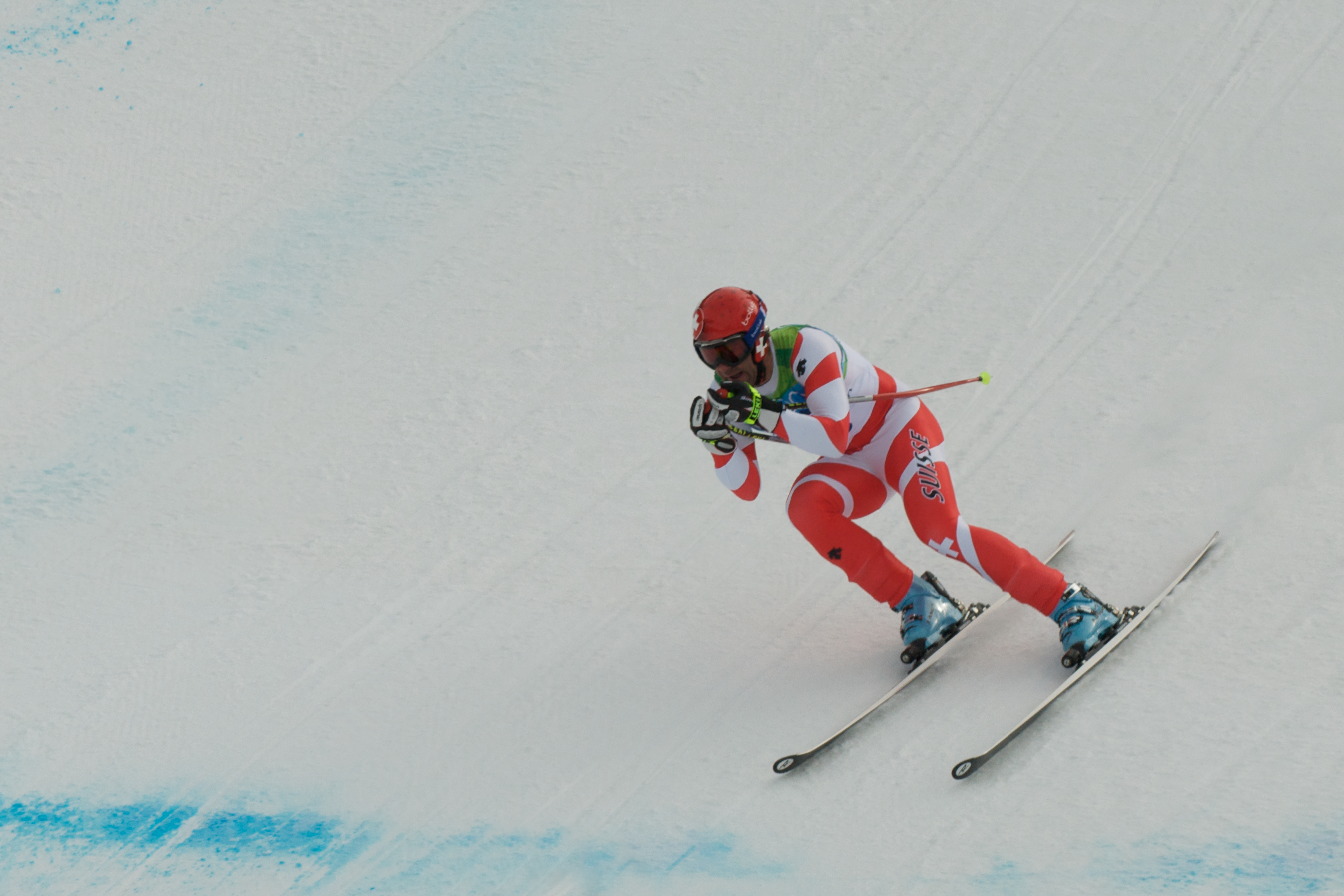
Didier Défago aux Jeux olympiques de Vancouver

Le 15 février 2010, il devient champion olympique de descente aux Jeux de Vancouver, devant Aksel Lund Svindal pour 7 centièmes et Bode Miller pour 9 centièmes. Il obtient par ailleurs deux nouveaux podiums en Coupe du monde en 2009-2010, un en super-combiné à Beaver Creek et un en descente à Bormio.
Alors qu'il se prépare à la Coupe du monde de ski alpin 2010-2011, il est victime d'une grave blessure lors d'un entraînement en septembre. Atteint d'une déchirure du ligament croisé antérieur et d'une élongation du ligament latéral interne du genou gauche, il doit être opéré et doit observer 6 mois d'absence, l'empêchant ainsi de participer à la Coupe du monde et aux championnats du monde 2011. La saison 2012 commence mal pour Défago, après deux échecs en début de saison. Mais il se ressaisit vite, notamment en rentrant de nouveau dans le top dix lors du géant d'Alta Badia, où il prend une encourageante 9e place. Le 29 décembre 2011, il décroche sa quatrième victoire en coupe du monde lors de la descente de Bormio.
Lors du super G de Kitzbühel en 2014, Didier Défago gagne sa cinquième course de Coupe du monde avec une avance de cinq centièmes sur Bode Miller. En 2015, il prend la deuxième place de la descente des finales de la Coupe du monde à Méribel. Il s'agit de son seizième podium en Coupe du monde. Il est ensuite est 12e du super G, sa 402e et dernière course de Coupe du monde.

## Palmarès

### Jeux olympiques d'hiver
| Édition / Épreuve      | Descente | Super G | Slalom géant | Combiné |
| ---------------------- | -------- | ------- | ------------ | ------- |
| JO 2002 Salt Lake City | 21e      | 6e      | 14e          | Abandon |
| JO 2006 Turin          | 26e      | 16e     | 14e          | Abandon |
| JO 2010 Vancouver      | Or       | 15e     | -            | Abandon |
| JO 2014 Sotchi         | 14e      | Abandon | Abandon      | -       |

### Championnats du monde
| Édition / Épreuve               | Descente | Super G | Slalom géant | Combiné |
| ------------------------------- | -------- | ------- | ------------ | ------- |
| Mondiaux 2001 Sankt Anton       | -        | 11e     | -            | -       |
| Mondiaux 2003 Saint-Moritz      | -        | 21e     | 22e          | 7e      |
| Mondiaux 2005 Bormio            | 6e       | 7e      | 12e          | 14e     |
| Mondiaux 2007 Åre               | 10e      | 17e     | 13e          | 4e      |
| Mondiaux 2009 Val d'Isère       | Abandon  | 8e      | 20e          | Abandon |
| Mondiaux 2013 Schladming        | 8e       | 26e     | Abandon      | -       |
| Mondiaux 2015 Vail-Beaver Creek | 11e      | 7e      | -            | -       |

### Coupe du monde
Didier Défago a pris 402 départs en Coupe du monde. Il est monté à seize reprises sur le podium et compte cinq victoires. Il est rentré à 120 reprises dans le top 10. Son meilleur classement général est une 6e place lors des saisons 2004-2005 et en 2008-2009.
| Saison / Classement | Général | Général | Descente | Descente | Slalom | Slalom | Slalom géant | Slalom géant | Super G | Super G | Combiné | Combiné |
| Saison / Classement | Class.  | Points  | Class.   | Points   | Class. | Points | Class.       | Points       | Class.  | Points  | Class.  | Points  |
| ------------------- | ------- | ------- | -------- | -------- | ------ | ------ | ------------ | ------------ | ------- | ------- | ------- | ------- |
| 1995-1996           | 126e    | 16      | -        | -        | -      | -      | -            | -            | 38e     | 16      | -       | -       |
| 1996-1997           | -       | -       | -        | -        | -      | -      | -            | -            | -       | -       | -       | -       |
| 1997-1998           | 138e    | 3       | -        | -        | -      | -      | 54e          | 3            | -       | -       | -       | -       |
| 1998-1999           | 93e     | 31      | -        | -        | -      | -      | -            | -            | 29e     | 31      | -       | -       |
| 1999-2000           | 27e     | 294     | 39e      | 28       | -      | -      | 15e          | 164          | 16e     | 102     | -       | -       |
| 2000-2001           | 24e     | 315     | 17e      | 123      | -      | -      | 23e          | 102          | 13e     | 90      | -       | -       |
| 2001-2002           | 14e     | 429     | 34e      | 36       | -      | -      | 13e          | 141          | 7e      | 202     | 7e      | 50      |
| 2002-2003           | 11e     | 579     | 18e      | 159      | 53e    | 9      | 11e          | 171          | 7e      | 180     | 7e      | 60      |
| 2003-2004           | 32e     | 281     | 21e      | 147      | -      | -      | 31e          | 52           | 26e     | 46      | 13e     | 36      |
| 2004-2005           | 6e      | 684     | 15e      | 185      | -      | -      | 14e          | 153          | 4e      | 286     | 3e      | 60      |
| 2005-2006           | 15e     | 543     | 9e       | 246      | 52e    | 16     | 21e          | 92           | 22e     | 94      | 9e      | 95      |
| 2006-2007           | 14e     | 515     | 21e      | 158      | -      | -      | 9e           | 163          | 14e     | 100     | 15e     | 94      |
| 2007-2008           | 9e      | 645     | 9e       | 225      | -      | -      | 18e          | 107          | 4e      | 262     | 21e     | 51      |
| 2008-2009           | 6e      | 738     | 3e       | 363      | -      | -      | 20e          | 97           | 3e      | 242     | 20e     | 36      |
| 2009-2010           | 12e     | 527     | 8e       | 230      | -      | -      | 28e          | 41           | 12e     | 147     | 8e      | 109     |
| 2011-2012           | 18e     | 538     | 13e      | 239      | -      | -      | 17e          | 145          | 19e     | 114     | 23e     | 40      |
| 2012-2013           | 30e     | 217     | 29e      | 74       | -      | -      | 19e          | 110          | 26e     | 33      | -       | -       |
| 2013-2014           | 19e     | 378     | 16e      | 175      | -      | -      | 36e          | 18           | 6e      | 195     | -       | -       |
| 2014-2015           | 18e     | 406     | 13e      | 228      | -      | -      | -            | -            | 9e      | 178     | -       | -       |

| Saison / Épreuve | Descente         | Super G     | Total |
| ---------------- | ---------------- | ----------- | ----- |
| 2002-2003        |                  | Val Gardena | 1     |
| 2008-2009        | Wengen Kitzbühel |             | 2     |
| 2011-2012        | Bormio           |             | 1     |
| 2014             |                  | Kitzbühel   | 1     |
| Total            | 3                | 2           | 5     |

| Résultat  | Descente | Super G | Slalom géant | Combiné | Slalom | Total |
| --------- | -------- | ------- | ------------ | ------- | ------ | ----- |
| 1re place | 3        | 2       | -            | -       | -      | 5     |
| 2e place  | 2        | 5       | -            | 1       | -      | 8     |
| 3e place  | -        | -       | 1            | 2       | –      | 3     |
| Top 10    | 46       | 35      | 26           | 13      | -      | 120   |
| Top 30    | 113      | 83      | 76           | 16      | 4      | 292   |
| Autres    | 25       | 14      | 40           | 13      | 18     | 110   |
| Départs   | 138      | 97      | 116          | 29      | 22     | 402   |

### Championnats du monde juniors
| Édition / Épreuve                | Descente | Super G | Slalom géant | Slalom  | Combiné |
| -------------------------------- | -------- | ------- | ------------ | ------- | ------- |
| Mondiaux juniors 1995 Voss       | 44e      | -       | Abandon      | Abandon |         |
| Mondiaux juniors 1996 Hoch-Ybrig | 4e       | Or      | Bronze       | 9e      | Argent  |

### Championnats de Suisse
- Champion de Suisse : 2003 à Verbier (en géant et descente).
- Champion de Suisse : 2012 à Veysonnaz (en géant).

## Vie personnelle
Didier Défago a fait un apprentissage de dessinateur en bâtiment. Son père, Viktor, a été champion du monde handisport de ski en 1974.
Marié à Sabine Défago, il a une fille née en 2007 et un fils né en 2009.